# バッドキャット
バッドキャット (Bad Cat) はエレクトリックギター用アンプリファーのブランド。真空管を用いたプロフェッショナル・ハイエンド向け高級アンプを製造している。
2000年にジェームス・ヘイドリックとデザイナーのマーク・サンプソンによって LA郊外のコロナに設立された。